# 6007 Billevans
A 6007 Billevans (ideiglenes jelöléssel 1990 BE2) a Naprendszer kisbolygóövében található aszteroida. Ueda Szeidzsi és Kaneda Hirosi fedezte fel 1990. január 28-án.